# Guglielmo II di Tolosa
Guglielmo di Settimania, Guillaume in francese Guillem in catalano, Guillermo in spagnolo, Guilherme in portoghese e Guillerme in galiziano. Willelmus in latino e Guilhèm in occitano (29 novembre 826 – Barcellona, 850), fu conte di Tolosa dall'844 all'849, e poi conte di Barcellona e duca di Settimania dall'848 alla sua morte.

## Origine
Figlio del duca di Settimania, conte di Barcellona e conte di Tolosa, Bernardo di Settimania e di Dhuoda di Guascogna (804-843), presunta figlia del duca di Guascogna Sancho I Lopez (772-816).

## Biografia

La penisola iberica con a nord la marca di Spagna e Tolosa verso la metà del IX secolo

Guglielmo era stato posto sotto la custodia dello zio, il conte Teodorico IV di Autun, che morì verso l'840, ponendo il nipote sotto la protezione Ludovico il Pio. Quando l'imperatore morì, nel giugno dell'840, Guglielmo passò sotto la tutela di Carlo il Calvo.
Nell'841 si ricongiunse con la famiglia; il 22 marzo nacque il fratello Bernardo Piede di Velluto, fondatore del ducato d'Aquitania. Il 25 giugno di quello stesso anno, il giorno della battaglia di Fontenay, si presentò al vincitore, Carlo il Calvo, chiedendo l'investitura della contea di Autun, già dello zio Teodorico IV. Gli fu promesso che l'avrebbe ricevuta in seguito in quanto conte della contea di Autun era già stato investito il conte di Alvernia, Guerino, luogotenente di Carlo in Aquitania.
A questo affronto seguì, nell'842, la destituzione del padre dalle contee di Tolosa e di Barcellona. Bernardo non accettò e allora appoggiò il nuovo re di Aquitania, Pipino II (823-864) nella sua ribellione contro lo zio, Carlo il Calvo.
Dopo la pace (trattato di Verdun, 843), che assegnava l'Aquitania, Tolosa e la Settimania al re dei Franchi Occidentali, Carlo il Calvo, quest'ultimo attaccò (844) la contea di Tolosa per impadronirsene, ma la spedizione si bloccò all'assedio di Tolosa; però Bernardo fu catturato (sembra per una fortunata coincidenza) e tradotto, nel maggio dello stesso anno da Carlo, che condannò colui che per due anni (829-830) era stato il suo protettore, alla decapitazione, per sospetto tradimento.
Secondo gli Annales Xantenses, dopo che il padre Bernardo di Settimania fu decapitato, Guglielmo al comando con Pipino II delle truppe aquitane sconfisse Carlo il Calvo, il 14 giugno 844, sulle rive del fiume Agout, un affluente del Tarn.
Guglielmo ottenne, da Pipino, la contea di Tolosa. Nell'845 i Normanni attaccarono l'Aquitania, sconfissero le truppe aquitane e arrivarono sino a Bordeaux: questa fu nuovamente attaccata e assediata nell'847 e prima che Carlo il Calvo potesse portare aiuto, Guglielmo, che difendeva la città, fu catturato dai Normanni.
L'inattività di Pipino II portò molti nobili d'Aquitania a cambiare campo e il 6 giugno 848, Carlo il Calvo fu incoronato re di Francia e Aquitania, a Orléans. Pipino II allora si accordò con i Normanni per la liberazione di Guglielmo. Dopodiché si recarono in Settimania per farla sollevare contro Carlo il Calvo. Secondo gli Annales Bertiniani, Guglielmo entrò in Barcellona, senza difficoltà, probabilmente per la morte del conte Sunifredo. Guglielmo fece valere i suoi diritti (di conquista) su Barcellona. Secondo il Fragmentum Chronici Fontanellensium, Guglielmo conquistò Barcellona, con l'inganno, nell'849, dopo avere sconfitto e cacciato Alerano, a cui era stata affidata la ben munita città di Barcellona e la marca di Spagna.
Nell'estate dell'849 Carlo il Calvo attaccò l'Aquitania e la contea di Tolosa. dove Fredelone, che doveva difendere la città, in assenza di Guglielmo, gli aprì le porte della città; e quando Carlo il Calvo lasciò Tolosa per inseguire Pipino II, Fredelone venne nominato governatore (Custos Civitatis) della città di Tolosa. Pipino II fuggì e Carlo si diresse verso Narbona titolando Alerano (nipote del conte Oddone d'Orléans, suocero di Carlo il Calvo), conte di Barcellona e duca di Settimania; essendo Alerano impegnato a combattere Guglielmo, fu nominato un aiutante: Isembardo, figlio del conte di Autun, Guerino.
Sempre secondo il Fragmentum Chronici Fontanellensium, Guglielmo, ancora con l'inganno, nello stesso 849, riuscì a catturare sia Alerano che Isembardo, mentre secondo gli Annales Bertiniani Alerano e Isembardo vennero catturati, nel corso dell'850.
Comunque Guglielmo, di fronte alle forze di Carlo, nell'850, corse a chiedere l'aiuto dell'emiro di Cordova ʿAbd al-Raḥmān II ibn al-Ḥakam e rientrò in Barcellona e poi, con un esercito di Mori, guidato da Abd al-Karim ben Mugith e pose l'assedio a Gerona. Carlo inviò immediatamente dei rinforzi che, ribaltata la situazione, sconfissero i Mori e fecero prigioniero Guglielmo e sempre secondo gli Annales Bertiniani, fu catturato con l'inganno e messo a morte, mentre secondo il Fragmentum Chronici Fontanellensium, Guglielmo, poco tempo dopo, venendo a combattimento contro le forze fedeli a Carlo, sempre in quell'anno, Guglielmo fu sconfitto, le sue truppe furono disperse e interrotta la sua fuga, mentre sperava di potersi ritirare a Barcellona, i nobili di Barcellona, partigiani di Carlo (la fazione che sosteneva Alerano e una buona parte di Visigoti), processarono, condannarono alla pena capitale e giustiziarono Guglielmo, definito figlio di iniquità.

## Discendenza
Di Guglielmo non si conosce né il nome della moglie né alcuna discendenza.

### Fonti primarie
- (LA)  Monumenta Germanica Historica, tomus primus.
- (LA)  Monumenta Germaniae Historica, tomus II.
- (LA)  Le manuel de Dhuoda.
- (LA)  Annales Bertiniani.
- (LA)  Annales xantenses.

### Letteratura storiografica
- René Poupardin, I regni carolingi (840-918), in «Storia del mondo medievale», vol. II, 1979, pp. 583–635